# Al-Hàssan ibn Alí ibn Wàrsand al-Bajalí
Al-Hàssan ibn Alí ibn Wàrsand al-Bajalí fou un cap d'una secta xiïta difosa entre els amazics del Marroc al segle ix, coneguda com a bajaliyya. Va difondre la doctrina del seu pare Alí ibn al-Hussayn al-Bajalí.
Era nadiu de Nafta i va reclutar els seus partidaris entre els Banu Lamàs. La secta tenia els mateixos principis que els rawàfid però, segons uns, pretenia que l'imamat només podia passar als descendents d'al-Hàssan i, segons altres, reconeixia com a imam a Mussa ibn Jàfar, descendent d'al-Hussayn ibn Alí.
Al-Hàssan i la seva secta foren combatuts i derrotats per Abd-Al·lah ibn Yassín a la segona meitat del segle ix.